# Lijst van Australische eilanden
Dit is een lijst van Australische eilanden. 

## Australisch Hoofdstedelijk Territorium
Het Australisch Hoofdstedelijk Territorium heeft geen eilanden groter dan 500 meter in lengte.

## Jervis Bay Territorium
Boweneiland

## New South Wales
Belowla-eiland – Bigeiland – Birdeiland – Boondelbaheiland – Broughtoneiland – Broulee-eiland – Brusheiland – Bullseiland – Cabbage Tree-eiland – Cookeiland – Corrie-eiland – Dangareiland – Dawsonseilanden – Flat Rockeiland – Flinderseilandje – Gardeneiland – Goateiland – Grasshoppereiland – Greeneiland (Jervisbaai) – Greeneiland (Kempsey Shire) – Lennardseiland – Lioneiland – Little Broughtoneiland – Little-eiland – Longeiland – Looking Glasseilandje – Mitchellseiland – Montague-eiland – Mooneiland – Muttonbirdeilandje – North Solitaryeiland – O'Hara-eiland – Oxleyeiland – Pulbaheiland – Schnappereiland – Scotlandeiland – Sharkeiland (Cronulla) – Sharkeiland (Fingal Bay) – Sharkeiland (Port Jackson) – Snappereiland – Split Solitaryeiland – Swaneiland – The Sisters – Tollgate-eilanden – Waspeiland – Wedding Cake-eiland – Wirrungeiland

## Noordelijk Territorium
Bathurst Island – Bickerton Island – Crocodile Islands – Croker Island – East Woody Island – Elcho Island – Goulburn Islands – Groote Eylandt – Howard Island – Martjanba Island – Melville-eiland – Quail Island – Sir Edward Pellew Group – Tiwi Islands – Vanderlin Island – Wessel Islands

## Queensland
Balaclava-eiland – Barreneiland – Big Woodyeiland – Black Swaneiland – Booby Island – Bookareiland – Bribie-eiland – Bunkergroep – Capricorngroep – Carlo-eiland – Casuariba-eiland – Compigne-eiland – Coochiemudloweiland – Corroboree-eiland – Cribbeiland – Curtiseiland – Daydreameiland – Diamantina-eiland – Dividedeiland – Dreameiland – Duckeiland – Dunlopeiland – Edeneiland – Eggeiland – Erskine-eiland – Facingeiland – Fairfaxeilanden – Fishermaneilanden – Frasereiland – Gardeneiland – Girteiland – Goateiland – Great Keppeleiland – Greeneiland – Halfwayeiland – Hamiltoneiland – Haymaneiland – Heroneiland – Hope-eiland – Hoskyneilanden – Hummock Hilleiland – Hummockyeiland – Humpy Island – Kangaroo-eiland (Maryrivier) – Kangaroo-eiland (Moretonbaai) – Keppeleilanden – Lady Musgrave-eiland – Lagooneiland – Lambeiland – Little Woodyeiland – Long Island – MacKenzie-eiland – MacLeayeiland – Magneticeiland – Mastheadeiland – Mialleiland – Middle-eiland (Keppeleilanden) – Middle-eiland – Moonboomeilanden – Moretoneiland – Mother MacGregoreiland – Mudeiland – Mudjimba-eiland – Murrayeiland – Neweiland – North Keppeleiland – North Stradbroke-eiland – North Westeiland – One Tree-eiland – Pannikineiland – Peakeiland – Peeleiland – Pelicaneiland – Picniceiland – Pleasanteiland – Pumpkineiland – Quoineiland – Rateiland – Redcliffeiland – Roundbusheiland – Roundeiland – Rundle-eiland – Russelleiland – Satellite-eiland – She Oakeiland – Shorteiland – Slopingeiland – South Stradbroke-eiland – Stewarteiland – St Helena-eiland – The Child – Thomaseiland – Thundereiland – Tide-eiland – Tryoneiland – Turkeyeiland – Turtle-eiland – Walsheiland – Wedge-eiland – Whitsundayeiland – Wigginseilanden – Wilsoneiland – Witteiland – Woogoompaheiland – Wreckeiland

## Tasmanië
Actæoneiland – Albatrosseiland – Andersoneiland – Andersoneilanden – Archedeiland – Babeleiland – Badgereiland – Bass Pyramid – Bayneseiland – Beagle-eiland – Betseyeiland – Big Greeneiland – Birdeiland – Blackeiland – Boxeneiland – Breaksea-eilanden – Brunyeiland – Cape Barreneiland – Cateiland (Furneauxgroep) – Cateiland (Macquarie Harbour) – Celery Topeilanden – Chalkyeiland – Chappelleilanden – Christmaseiland – Clarke-eiland – Clumpeiland – Cone-eilandje – Councilloreiland – Courtseiland – Craggyeiland – Curtiseiland – Curtisgroep – Darteiland – Deadeiland – Dealeiland – Devils Tower – De Witteiland – Diamondeiland – Doughboyeiland – Dovereiland – Easteilandje – East Kangaroo-eiland – East Moncoeureiland – East Pyramids – Eggeiland – Elizabetheiland – Eritheiland – Flat Topeiland – Flat Witcheiland – Flinderseiland – Forsytheiland – Fostereiland – Fulhameiland – Furneauxgroep – Gardeneiland – Goose-eiland – Governoreiland – Great Dogeiland – Greeneiland – Grummeteiland – Gulleiland – Harboureilandjes – Harcuseiland – Hayeiland – Heneiland – Hibbs Pyramid – Hobbseiland – Hoganeiland – Hogangroep – Hope-eiland – Howie-eiland – Huntereiland – Huoneiland – Ile des Phoques – Ile du Golfe – Ile du Nord – Inner Sistereiland – Isabella-eiland – Kangaroo-eiland – Kathleeneiland – Kellyeilanden – Kentgroep – Kingeiland (Australië) – King George-eiland – Lachlaneiland – Little Andersoneiland – Little Badgereiland – Little Betseyeiland – Little Chalkyeiland – Little Dogeiland – Little Greeneiland – Little Swaneiland – Little Waterhouse-eiland – Longeiland – Longeilandje – Louisa-eiland – Louraheiland – Loweilandjes – Maatsuykereiland – Maatsuykergroep – Macleaneiland – Macquarie-eiland – Maria-eiland – Mewstone – Middle Pasco-eiland – Mite-eiland – Montagueiland (Tasmanië) – Mt Chappelleiland – Mutton Birdeiland – Neckeiland – New Yeareiland – Nighteiland – Nintheiland – North Easteiland – North Pasco-eiland – Outer Sistereiland – Paddyseiland – Partridge-eiland – Pascogroup – Passage-eiland – Pelicaneiland – Penguineiland – Penguineilandje – Perkinseiland – Petreleilanden – Philipseiland – Prime Sealeiland – Puncheoneiland – Refuge-eiland – Robbinseiland – Rodondo-eiland – Round Topeiland – Roydoneiland – Rumeiland – Saraheiland – Satellite-eiland – Schouteneiland – Sentineleiland – Shankseilanden – Shorteiland – Sisterseiland – Slopingeiland – Smootheiland – Soldierseiland – South Pasco-eiland – Southporteiland – South Westeiland – Stackeiland – Steepeiland – Sterile-eiland – St Helenseiland – Stonehouse-eiland – Swainsoneiland – Swaneiland – Tasmaneiland – Tentheiland – The Carbuncle – The Doughboys – The Friars – The Images – The Nuggets – The Shank – Three Hummockeiland – Tin Kettle-eiland – Tomahawkeiland – Trefoileiland – Trumpetereilandjes – Vansittarteiland – Visschereiland – Walkereiland (Maatsuykergroep) – Walkereiland (Noordwest-Tasmanië) – Wallabyeilanden – Waterhouse-eiland – Wedge-eiland – Wendareiland – West Moncoeureiland – West Pyramid – Woodyeiland – Wrighteiland – Wybalenna-eiland

## Victoria
Andersoneilandjes – Ansereiland – Ansergroep – Bennisoneiland – Bullockeiland – Chinamaneiland – Churchilleiland – Citadeleiland – Clefteiland – Cliffyeiland – Clonmeleiland – Dannevigeiland – Diggereiland – Dogeiland – Doughboyeiland – Drumeiland – Elizabetheiland – Frencheiland – Gabo-eiland – Glenniegroep – Great Glennie-eiland – Griffithseiland – Kanowna-eiland – Lady Julia Percyeiland – Little Dogeiland – Little Snake-eiland – McHugheiland – Middle-eiland – Mudeilanden – Mutton Birdeiland – Normaneiland – Notcheiland – Phillipeiland – Quaileiland – Rabbiteiland – Rageiland – Sandeiland – Sandstone-eiland – Sealeiland – Sealeilanden – Shellbackeiland – Snake-eiland – South Channeleiland – Sundayeiland – Swaneiland – The Skerries – Tullabergo-eiland – Wattle-eiland

## West-Australië
Bernier Island –  Carnac Island –  Depuch Island – Dirk Hartogeiland –  Dorre Island –  Eclipse-eiland – Garden Island – Koolan Island – Rottnesteiland